# Теодор Шкудлапський
Теодор Шкудлапський (фр. Théodore Szkudlapski, 17 листопада 1935, Авіон — 7 квітня 2006, Ланс) — французький футболіст, що грав на позиції півзахисника.
Виступав, зокрема, за клуби «Ланс» та «Монако», а також національну збірну Франції.
Дворазовий чемпіон Франції. Володар Кубка Франції.

## Клубна кар'єра
У дорослому футболі дебютував 1953 року виступами за команду «Ланс», у якій провів п'ять сезонів, взявши участь у 96 матчах чемпіонату. 
Протягом 1958—1960 років захищав кольори клубу «Ренн».
Своєю грою за останню команду привернув увагу представників тренерського штабу клубу «Монако», до складу якого приєднався 1960 року. Відіграв за команду з Монако наступні сім сезонів своєї ігрової кар'єри. Більшість часу, проведеного у складі «Монако», був основним гравцем команди.
Завершив ігрову кар'єру у команді «Монпельє», за яку виступав протягом 1967—1969 років.

## Виступи за збірну
У 1962 році дебютував в офіційних матчах у складі національної збірної Франції.
Загалом протягом кар'єри в національній команді, яка тривала 2 роки, провів у її формі 2 матчі.
Помер 7 квітня 2006 року на 71-му році життя у місті Ланс.
| Дата      | Місто         | Господарі | Результат | Гості   | Турнір            | Голи | Примітки |
| --------- | ------------- | --------- | --------- | ------- | ----------------- | ---- | -------- |
| 11-4-1962 | Париж         | Франція   | 1 – 3     | Польща  | товариський матч  | -    |          |
| 29-9-1963 | Софія (місто) | Болгарія  | 1 – 0     | Франція | Відбір до ЧЄ 1964 | -    |          |
| Усього    |               | Матчів    | 2         |         | Голів             | 0    |          |

## Титули і досягнення
- Чемпіон Франції (2):

«Монако»: 1960-61, 1962-63
- Володар Кубка Франції (1):

«Монако»: 1962-63